# Station Hackescher Markt
Hackescher Markt is een S-Bahnstation in Berlijn, gelegen aan de Stadtbahn. Het station dankt zijn naam aan de nabijgelegen Hackescher Markt. Dit plein is al sinds de 19e eeuw een belangrijk verkeersknooppunt.

## Geschiedenis
Het station werd op 7 februari 1882 geopend en vernoemd naar de vlakbijgelegen Börse (beurs). Op 1 mei 1952 veranderde men de naam van het station in Marx-Engels Platz, naar een plein bij het Palast der Republik. Aangezien dit plein niet bepaald in de nabijheid van het station ligt, zorgde de naam voor veel verwarring. Op 31 mei 1992 kreeg het station zijn huidige naam, welke de bij het station gelegen tramhalte al langer droeg.
Het station, dat de monumentenstatus heeft, is het oudste station van de Stadtbahn. Het station kenmerkt zich door de bakstenen stationsoverkapping waaronder de S-Bahntreinen stoppen. Het regionale treinverkeer wordt buitenom geleid. Onder het station bevinden zich diverse cafés, bars en restaurants.

## Spoorindeling
| Spoor | Spoorlijn | Richting                                                |
| ----- | --------- | ------------------------------------------------------- |
| 3     | S3        | Richting Ostbahnhof, Ostkreuz, Erkner                   |
| 3     | S5        | Richting Ostbahnhof, Ostkreuz, Strausberg Nord          |
| 3     | S7        | Richting Ostbahnhof, Ostkreuz, Ahrensfelde              |
| 3     | S9        | Richting Ostbahnhof, Flughafen BER – Terminal 1-2       |
| 4     | S3        | Richting Hauptbahnhof, Zoologischer Garten, Spandau     |
| 4     | S5        | Richting Hauptbahnhof, Zoologischer Garten, Westkreuz   |
| 4     | S7        | Richting Hauptbahnhof, Zoologischer Garten, Potsdam Hbf |
| 4     | S9        | Richting Hauptbahnhof, Zoologischer Garten, Spandau     |